# Lega femminile giapponese di Go
La Lega femminile giapponese di Go (in giapponese: 日本女子囲碁リーグ, Nihon joshi igo rigu) è una competizione giapponese di go a squadre riservata alle professioniste, organizzata dalla Nihon Ki-in e avente come sponsor le Ferrovie Hankyū e la Sumitomo Mitsui Card
La competizione prevede cinque squadre, che si affrontano per due volte, in gironi di andata e di ritorno; le due squadre che hanno vinto più incontri si sfidano nella finale. Ogni squadra ha un allenatore e quattro giocatrici; l'allenatore determina l'ordine delle tre giocatrici che partecipano a ciascun turno, e ciascuna giocatrice è tenuta a giocare almeno due partite nell'intero programma di campionato. 

## Prima edizione
| Squadra             | Allenatore        | Goiste        | Goiste          | Goiste       | Goiste          | Sponsor                                                    |
| ------------------- | ----------------- | ------------- | --------------- | ------------ | --------------- | ---------------------------------------------------------- |
| SENKO Group         | Yukari Yoshihara  | Ueno Asami    | Nyu Eiko        | Mannami Nao  | Izawa Akino     | SENKO Group Holding                                        |
| IGO & SHOGI Channel | Shinji Suzuki     | Fujisawa Rina | Hoshiai Shiho   | Jo Bunen     | Takayama Nonoka | IGO & SHOGI Channel                                        |
| Nagoya              | Yohei Shimojima   | Kato Chie     | O Keii          | Takao Mari   | Hane Ayaka      | Ferrovie Meitetsu, Brother Industries, Yahagi Construction |
| Wakagoi             | Kentaro Yamamoto  | Ueno Risa     | Okuda Aya       | Suzuki Ayumi | Omori Ran       | Hiroshima Aluminum Industry                                |
| Fukuoka             | Atsushi Tsuruyama | Xie Yimin     | Yanagihara Saki | Mukai Chiaki | Tsuji Hana      |                                                            |

Il girone di andata si è disputato tra la fine di luglio e la fine di dicembre 2024; il girone di ritorno tra gennaio e maggio 2025. La finale tra SENKO Group e IGO & SHOGI Channel è stata disputata il 28 giugno 2025 e ha visto la vittoria della squadra "IGO & SHOGI Channel" per 2-1.
| Posizione | Squadra             | Vittorie | Sconfitte | Punti |
| --------- | ------------------- | -------- | --------- | ----- |
| 1         | SENKO Group         | 7        | 1         | 18    |
| 2         | IGO & SHOGI Channel | 5        | 3         | 14    |
| 3         | Wakagoi             | 4        | 4         | 14    |
| 4         | Fukuoka             | 2        | 6         | 9     |
| 5         | Nagoya              | 2        | 6         | 5     |

| Squadra 1               | Risultato | Squadra 2                   |
| ----------------------- | --------- | --------------------------- |
| SENKO Group             | 1-2       | IGO & SHOGI Channel         |
| Ueno Asami Meijin femm. | N+R       | Fujisawa Rina Honinbo femm. |
| Nyu Eiko 4d             | N+R       | Hoshiai Shiho 4d            |
| Mannami Nao 4d          | N+3,5     | Takayama Nonoka 4d          |